# سحايا
السَحَايَا (المفرد: سِحاءَة) (بالإنجليزية: Meninges)‏ (المفرد: meninx) هي الأغشية التي تحيط بالدماغ والنخاع الشوكي تتكون من ثلاثة طبقات تغطي الدماغ واسمها من الخارج إلى الداخل:
- الأم الجافية
- الأم العنكبوتية
- الأم الحنون

الطبقة الخارجية هي طبقة صلبة بينما الطبقة الداخلية هي رقيقة. تغلف الأم الجافية الدماغ وتبطن الجمجمة وتنزل منها حواجز septae. تسمى الغشاء العنكبوتي والام الحنون بـ: السحايا الرقيقة (بالإنجليزية: leptomeninges)‏ الأم الحنون تحيط بالدماغ وتلتصق به وتتبع انحناءاته، ويكون بين الأم الحنون وبين الطبقة العنكبوتية مسافة، تسمى هذه المسافة بـ: الحيز تحت العنكبوتية (بالإنجليزية: subarachnoid space)‏، ويتواجد فيه السائل الدماغي الشوكي (بالإنجليزية: (cerebrospinal fluid (CSF)‏. والطبقات تحيط بالدماغ وتستمر حول الحبل الشوكي فلذلك فإن الحبل الشوكي محاط بنفس الطبقات ويحيط به السائل الدماغي الشوكي أيضاً. الحيز تحت العنكبوتية مهم جداً، لأنه إذا حدث نزيف من إحدى الشرايين فقد ينزل الدم في هذا الحيز فيحس الإنسان بصداع مفاجئ شديد جداً، وإذا أخذنا قليلاً من السائل الشوكي فسنراه محمر اللون لوجود الدم فيه. وهي حالة خطرة على الحياة وقد تؤدي إلى الموت إذا لم ننقذ المريض بسرعة.
- تخترق الأوعية الدموية الأم الحنون لتصل إلى الدماغ والحبل الشوكي حيث تقوم الشعيرات الدموية المتفرعه منها بتغذيه الدماغ. بينما تحتوي الأم الجافية على الأوعية الدموية الكبيرة والتي تتفرع حتي تعطي الشعيرات الدموية في الأم الحنون.
- من وظائف الأم الجافية هي إحاطة وتدعيم الجيوب الوريدية الجافية (بالإنجليزية: Dural venous sinuses)‏ والتي تنقل الدم الوريدي من الدماغ إلى القلب.

## التركيب

### الأم الجافية
أم الجافية (اللاتينية: الأم القوية) (التي نادرا ما تسمى meninx fibrosa أو pachymeninx) هي غشاء سميك ودائم، الأقرب إلى الجمجمة والفقرات. وهي الجزء الأبعد عن المخ والحبل الشوكي، هي عبارة عن طبقة من الخلايا الليفية مرتبة بشكل فضفاض، تتميز بزوائد متعددة متداخلة، لا يوجد كولاجين خارج الخلية، والمساحات خارج الخلية كبيرة. المنطقة الوسطى هي جزء ليفي في الغالب. ويتكون من طبقتين: الطبقة الداخلية، التي تقع أقرب إلى الجمجمة )، والطبقة السحائية الداخلية، التي تقع أقرب إلى الدماغ. و تحتوي على الأوعية الدموية الكبيرة التي تنقسم إلى الشعيرات الدموية في الأم الحنون. و تتألف من نسيج ليفي كثيف، سطحها الداخلي مغطى بالخلايا المسطحة مثل تلك الموجودة على سطح الأم الحنون والأم العنكبوتية. إن الأم الجافية هي كيس يحتوي الأم العنكبوتية ويحيط ويدعم الجيوب الوريدية الجافية الكبيرة التي تحمل الدم من الدماغ تجاه القلب.
الأم الجافية لديها أربع ثنيات:
Falx cerebri، وهو الأكبر، على شكل منجل. يفصل نصفي الكرة المخية. يبدأ من قمة العظم الجبهي إلى البروز القذالي الداخلي.
Tentorium cerebelli، ثاني أكبر الثنيات، على شكل هلال. يفصل الفصوص القذالية من المخيخ. تعلق falx cerebri به مما يعطي مظهر الخيمة.
Falx cerebelli وهو حاجز رأسي يقع أقل في المخيخ، ويفصل بين نصفي الكرة المخيخية.
diaphragma sellae وهي أصغر ثنية، تغطي الغدة النخامية.

### الأم العنكبوتية
العنصر الأوسط من الأغشية السحائية هو الأم العنكبوتية، لذلك سميت بسبب مظهرها الشبكي العنكبوتي. انها الوسائد في الجهاز العصبي المركزي. يتألف هذا الغشاء الرقيق الشفاف من نسيج ليفي، ومثله مثل الأم الحنون، يتم تغطيته بالخلايا المسطحة التي يعتقد أنها غير منفذة للسائل.

### الأم الحنون
الأم الحنون (اللاتينية: الأم العطاء [6]) هو غشاء دقيق جدا. هو المغلف السحائي الذي يلتصق بشدة بسطح الدماغ والحبل الشوكي، متلاصقة بكل ملامح الدماغ. وهو عبارة عن غشاء رقيق للغاية يتكون من نسيج ليفي مغطى على سطحه الخارجي بواسطة طبقة من الخلايا المسطحة يعتقد أنه غير نافذ للسائل. يتم اختراق الأم الحنون بواسطة الأوعية الدموية في الدماغ والحبل الشوكي، وتغذي الشعيرات الدموية الدماغ.

### الغشاء الشبه لمفي تحت العنكبوتية
الغشاء الشبه لمفي تحت العنكبوتية هو بنية تشريحية تم وصفها مؤخرًا في الدماغ البشري وتم اقتراحها في عام 2023 كطبقة رابعة محتملة من السحايا.
هو بنية تشريحية في دماغ الإنسان تمثل الطبقة الرابعة من السحايا. يقع الغشاء في الحيز تحت العنكبوتية، وهي المنطقة الواقعة بين السحايا الشبكية الوسطى (الأم العنكبوتية)، والسحايا الرقيقة التي تقع بالقرب من الدماغ (الأم الحنون). يقسم الحيز تحت العنكبوتية إلى حجرة خارجية سطحية ومنطقة داخلية أعمق تحيط بالدماغ.

### السحايا الرقيقة
تسمى العنكبوتية والأم الحنون معا في بعض الأحيان بالأغشية السحائية الرقيقة. يمكن أن يؤدي الالتهاب السحائي الحاد بالمكورات السحائية إلى الإفرازات داخل الأغشية السحائية الرقيقة على امتداد سطح الدماغ. بسبب ارتباط العنكبوتية بالأم الحنون بواسطة ما يشبه الخيوط، فهي متواصلة هيكليًا مع الأم الحنون، ومن هنا جاءت الحنون-العنكبوتية أو الأغشية السحائية الرقيقة. وهي مسؤولة عن إنتاج بروتين بيتا (بروستاغلاندين D2 ) وهو بروتين مخ شوكي رئيسي.

### الحيز تحت العنكبوتية
الفضاء تحت العنكبوتية هو الفضاء الذي يوجد عادة بين العنكبوتية والأم الحنون، والتي تمتلئ بسائل النخاع الشوكي، وتستمر في الحبل الشوكي. يتم تشكيل الفراغات من فتحات في نقاط مختلفة على طول الفضاء تحت العنكبوتية. هذه هي الخزانات تحت العنكبوتية، والتي تكون مملوءة بسائل النخاع الشوكي.
يتم توصيل الأم الجافية إلى الجمجمة، بينما في الحبل الشوكي، يتم فصل الأم الجافية من الفقرة عن طريق فضاء يسمى الفضاء فوق الجافية، والذي يحتوي على الدهون والأوعية الدموية. وترتبط العنكبوتية بالأم الجافية، في حين أن الأم الحنون مرتبط بأنسجة الجهاز العصبي المركزي. عندما تفصل الأم الجافية والأم العنكبوتية عن طريق الإصابة أو المرض، فإن الفراغ بينهما هو المساحة الجدارية.

## الأهمية السريرية
الإصابات التي تنطوي على السحايا، يمكن أن تؤدي إلى نزيف ونوعين من التجمعات الدموية. النزيف تحت العنكبوتية هو نزيف حاد تحت العنكبوتية. قد يحدث بشكل عفوي أو نتيجة لصدمة. التجمع الدموي الجافي هو تجمع دموي (مجموعة من الدم) يقع في مكان انفصال العنكبوتية من الأم الجافية. الأوردة الصغيرة التي تربط الأم الجافية والعنكبوتية تتمزق، عادة خلال حادث، والدم يتسرب إلى هذه المنطقة.قد يُكون تجمع دموي فوق الجافية، وهو نزيف بين الأم الجافية والجمجمة، بعد وقوع حادث أو بشكل عفوي.الحالات الطبية الأخرى التي تؤثر على السحايا تشمل التهاب السحايا (عادة من عدوى فطرية، جرثومية، أو فيروسية) وأورام سحائية تنشأ من السحايا، أو من سرطانات سرطانية سحائية (أورام) تتشكل في مكان آخر في الجسم وتنتقل إلى السحايا.

## حيوانات أخرى
في الأسماك، هناك غشاء واحد يعرف باسم الغشاء السحائي البدائي. البرمائيات والزواحف لديها اثنين من السحايا، والطيور والثدييات لديها ثلاثة. في أوائل القرن العشرين، أجرى جوزيبي ستريزي، وهو عالم تشريح إيطالي، دراسات حول السحايا. خلافا للتقارير السابقة، كان ينظر إلى السحايا في العمود الفقري ليكون بسيطا جدا، سواء في الفقاريات المنخفضة للبالغين وفي المراحل المبكرة من النمو للفقاريات الأكثر تقدما. لا يوجد سوى نشرة واحدة تشكل الغشاء البدائي. في المراحل التالية للتطور والتطور الوراثي، ينقسم الأخير إلى طبقة داخلية: الغشاء الثانوي، وإلى غشاء خارجي: الأم الجافية. وأخيراً، في الفقاريات العليا، ينقسم حتى الغشاء الثانوي إلى العنكبوتية والحنون. في نفس الحيوانات، أثبتت ستريزي أنه بينما حول الحبل الشوكي تحافظ الجافية على هويتها، أما في الجمجمة تندمج مع العظام. كما أثبتت استمرارية جميع السحايا مع مظاريف الأعصاب ومع المحطة الطرفية.
الثدييات (كما الفقاريات العليا) تحتفظ بأمراض الجافية، ويقسم الغشاء الثانوي إلى العنكبوتية والأم الحنون.

## صور إضافية

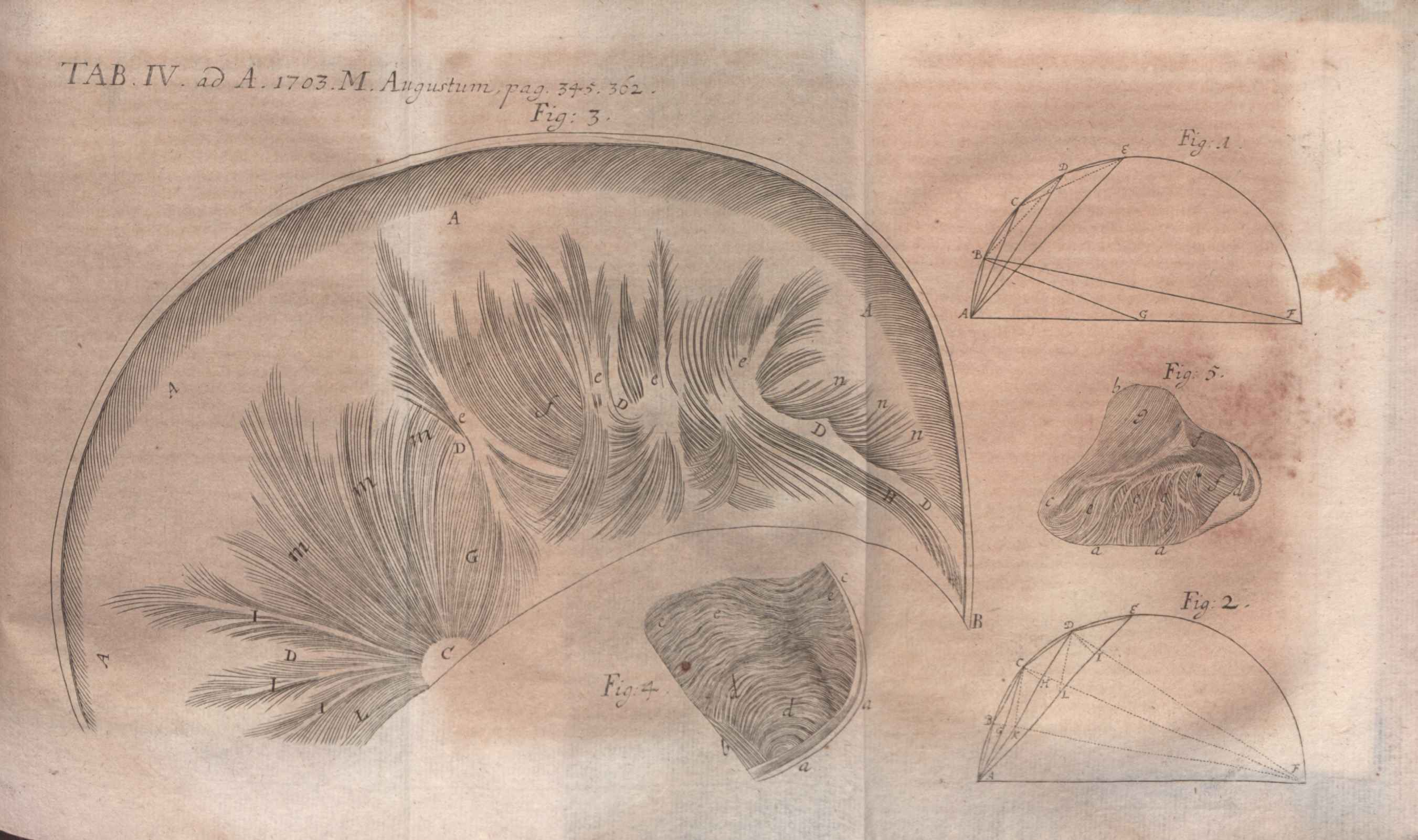
رسم توضيحي لأعمال أنطونيو باكشيوني ديسكوستيريو أناتيكاي دي دودي للسحايا... نشرت في Acta Eruditorum ،1703